# Arquidiócesis de Ende
La arquidiócesis de Ende (en latín: Archidioecesis Endehena y en indonesio: Keuskupan Agung Ende) es una circunscripción eclesiástica latina de la Iglesia católica en Indonesia, sede metropolitana de la provincia eclesiástica de Ende. La arquidiócesis tiene su sede vacante tras el fallecimiento del arzobispo Vincentius Sensi Potokota el 19 de noviembre de 2023. 

## Territorio y organización
La arquidiócesis tiene 5084 km² y extiende su jurisdicción sobre los fieles católicos de rito latino residentes en la provincia de Islas menores de la Sonda orientales en las regencias de Ende, Ngada y Nagekeo, ubicadas en la isla de Flores.
La sede de la arquidiócesis se encuentra en la ciudad de Ende, en donde se halla la Catedral de Cristo Rey.
En 2019 en la arquidiócesis existían 72 parroquias.
La arquidiócesis tiene como sufragáneas a las diócesis de: Denpasar, Labuan Bajo, Larantuka, Maumere y Ruteng.

## Historia
La prefectura apostólica de las Islas Menores de la Sonda fue erigida el 16 de septiembre de 1913 con el decreto Ut in insulis de la Congregación de Propaganda Fide, obteniendo el territorio del vicariato apostólico de Batavia (hoy arquidiócesis de Yakarta).
El 20 de julio de 1914, en virtud del decreto Insularum Sundae de la Sagrada Congregación para la Propagación de la Fe, se amplió la prefectura apostólica, incorporando la isla de Flores, que hasta entonces había pertenecido al vicariato apostólico de Batavia.
El 12 de marzo de 1922 la prefectura apostólica fue elevada a vicariato apostólico con el breve Ex officio supremi del papa Pío XI.
El 25 de mayo de 1936 cedió una parte de su territorio para la erección del vicariato apostólico de Timor Holandés (hoy diócesis de Atambua) mediante la bula Ad Christi Evangelium del papa Pío XI.
El 10 de julio de 1950 cedió otra parte de su territorio para la erección de la prefectura apostólica de Denpasar (hoy diócesis de Denpasar) la bula Nimia territorii del papa Pío XII.
El 8 de marzo de 1951, a raíz de la bula Omnium Ecclesiarum del papa Pío XII, cedió otras porciones de territorio para la erección de los vicariatos apostólicos de Larantuka y Ruteng (hoy ambos son diócesis) y asumió al mismo tiempo el nombre de vicariato apostólico de Endeh.
El 20 de octubre de 1959 cedió otra porción de territorio para la erección de la prefectura apostólica de Weetebula (hoy diócesis de Weetebula) mediante la bula Cum Nobis del papa Juan XXIII.
El 3 de enero de 1961 el vicariato apostólico fue elevado al rango de arquidiócesis metropolitana con la bula Quod Christus del papa Juan XXIII.
El 14 de mayo de 1974, por decreto Per Litteras Apostolicas de la Congregación para la Evangelización de los Pueblos, tomó su nombre actual.
El 14 de diciembre de 2005 cedió una parte del territorio para la erección de la diócesis de Maumere mediante la bula Verbum glorificantes Dei del papa Benedicto XVI.
El 21 de junio de 2024 agregó como sufragánea a la diócesis de Labuan Bajo, erigida por el papa Francisco.

## Estadísticas
Según el Anuario Pontificio 2020 la arquidiócesis tenía a fines de 2019 un total de 471 100 fieles bautizados.
| Año                                                                             | Población            | Población | Población      | Sacerdotes | Sacerdotes    | Sacerdotes    | Bautizados por sacerdote | Diáconos permanentes | Religiosos | Religiosos | Parroquias |
| Año                                                                             | Bautizados católicos | Total     | % de católicos | Total      | Clero secular | Clero regular | Bautizados por sacerdote | Diáconos permanentes | Varones    | Mujeres    | Parroquias |
| ------------------------------------------------------------------------------- | -------------------- | --------- | -------------- | ---------- | ------------- | ------------- | ------------------------ | -------------------- | ---------- | ---------- | ---------- |
| 1950                                                                            | 440 536              | 4 000     | 11.0           | 125        | 1             | 124           | 3524                     |                      | 190        | 97         | 66         |
| 1970                                                                            | 427 920              | 518 182   | 82.6           | 129        | 13            | 116           | 3317                     |                      | 189        | 224        | 81         |
| 1980                                                                            | 492 337              | 584 122   | 84.3           | 142        | 25            | 117           | 3467                     |                      | 320        | 240        | 75         |
| 1990                                                                            | 576 421              | 586 575   | 98.3           | 233        | 67            | 166           | 2473                     |                      | 313        | 272        | 73         |
| 1997                                                                            | 638 043              | 641 243   | 99.5           | 264        | 113           | 151           | 2416                     |                      | 297        | 358        | 79         |
| 2000                                                                            | 660 691              | 662 343   | 99.8           | 304        | 126           | 178           | 2173                     |                      | 289        | 402        | 79         |
| 2001                                                                            | 659 750              | 684 460   | 96.4           | 280        | 129           | 151           | 2356                     |                      | 234        | 369        | 80         |
| 2002                                                                            | 670 932              | 685 889   | 97.8           | 303        | 144           | 159           | 2214                     |                      | 356        | 363        | 82         |
| 2003                                                                            | 683 473              | 709 547   | 96.3           | 317        | 143           | 174           | 2156                     |                      | 281        | 380        | 82         |
| 2004                                                                            | 693 885              | 712 491   | 97.4           | 268        | 150           | 118           | 2589                     |                      | 247        | 383        | 84         |
| 2005                                                                            | 411 334              | 449 057   | 91.6           | 164        | 88            | 76            | 2508                     |                      | 47         | 269        | 52         |
| 2006                                                                            | 416 000              | 454 000   | 91.6           | 167        | 91            | 76            | 2491                     |                      | 199        | 522        | 52         |
| 2013                                                                            | 450 000              | 509 000   | 88.4           | 193        | 112           | 81            | 2331                     |                      | 192        | 201        | 58         |
| 2016                                                                            | 452 660              | 563 496   | 80.3           | 196        | 117           | 79            | 2309                     |                      | 199        | 193        | 59         |
| 2019                                                                            | 471 100              | 584 200   | 80.6           | 222        | 151           | 71            | 2122                     |                      | 198        | 230        | 72         |
| Fuente: Catholic-Hierarchy, que a su vez toma los datos del Anuario Pontificio. |                      |           |                |            |               |               |                          |                      |            |            |            |

## Episcopologio
- Peter Noyen, S.V.D. † (8 de octubre de 1913-1921 falleció)
- Arnold Verstraelen, S.V.D. † (13 de marzo de 1922-15 de marzo de 1932 falleció)
- Heinrich Leven, S.V.D. † (25 de abril de 1933-21 de junio de 1950 renunció)
- Antoine Hubert Thijssen, S.V.D. † (8 de marzo de 1951-3 de enero de 1961 nombrado obispo de Larantuka)
- Gabriel Wilhelmus Manek, S.V.D. † (3 de enero de 1961-19 de diciembre de 1968 renunció[13])
- Donatus Djagom, S.V.D. † (19 de diciembre de 1968-23 de febrero de 1996 retirado)
- Longinus Da Cunha † (23 de febrero de 1996-6 de abril de 2006 falleció)
- Vincentius Sensi Potokota †, (14 de abril de 2007-19 de noviembre de 2006 falleció).